# 卡里餃

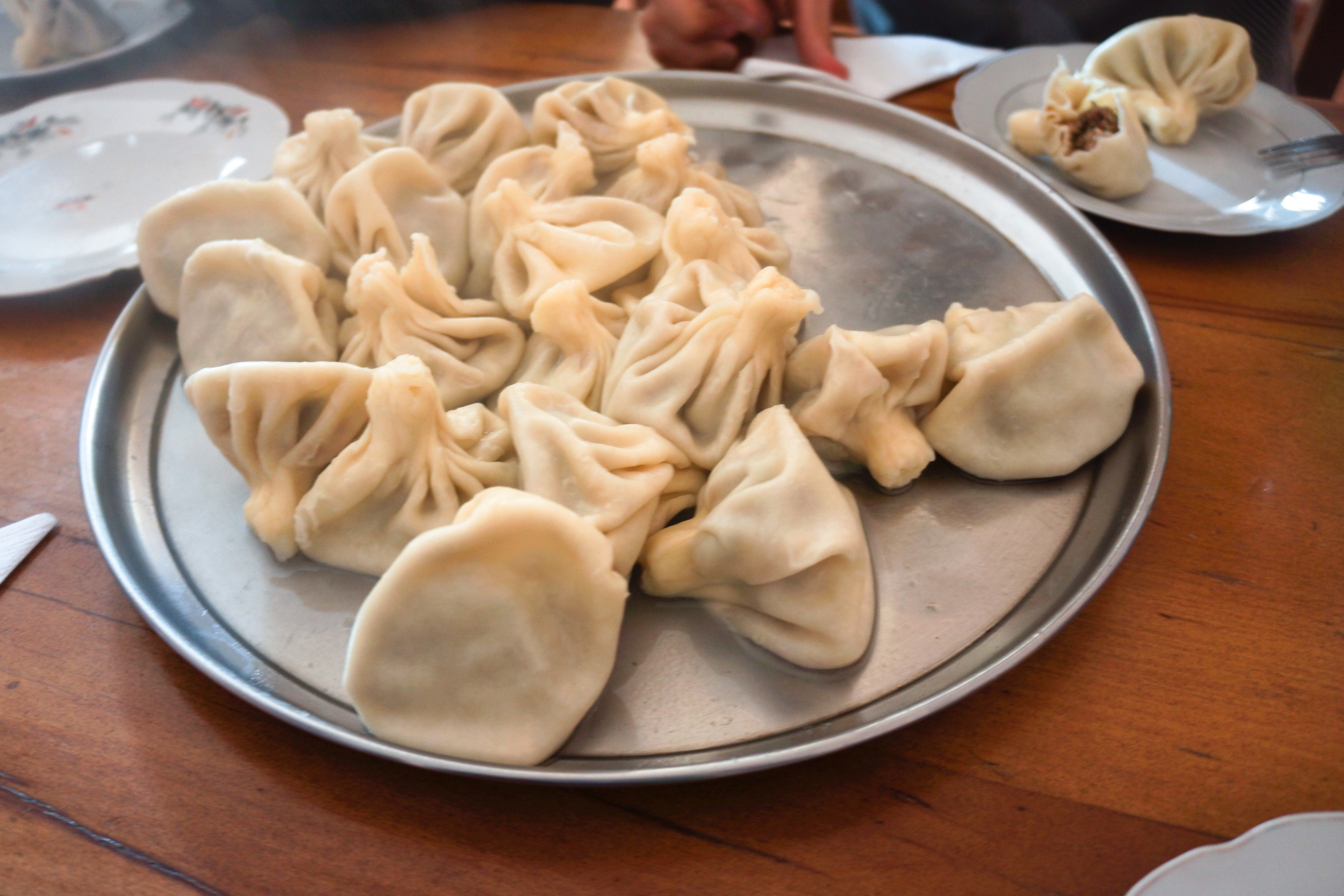

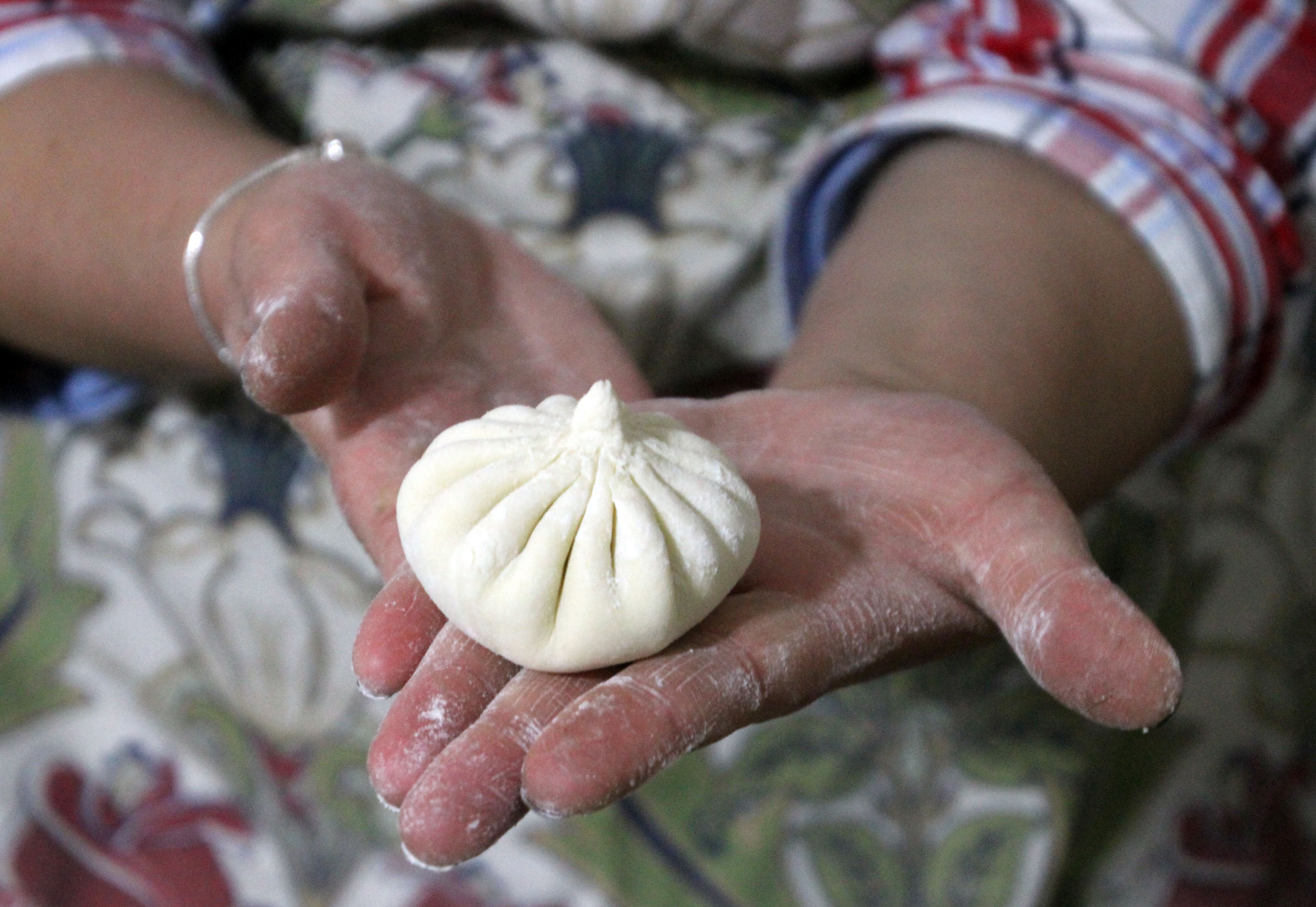

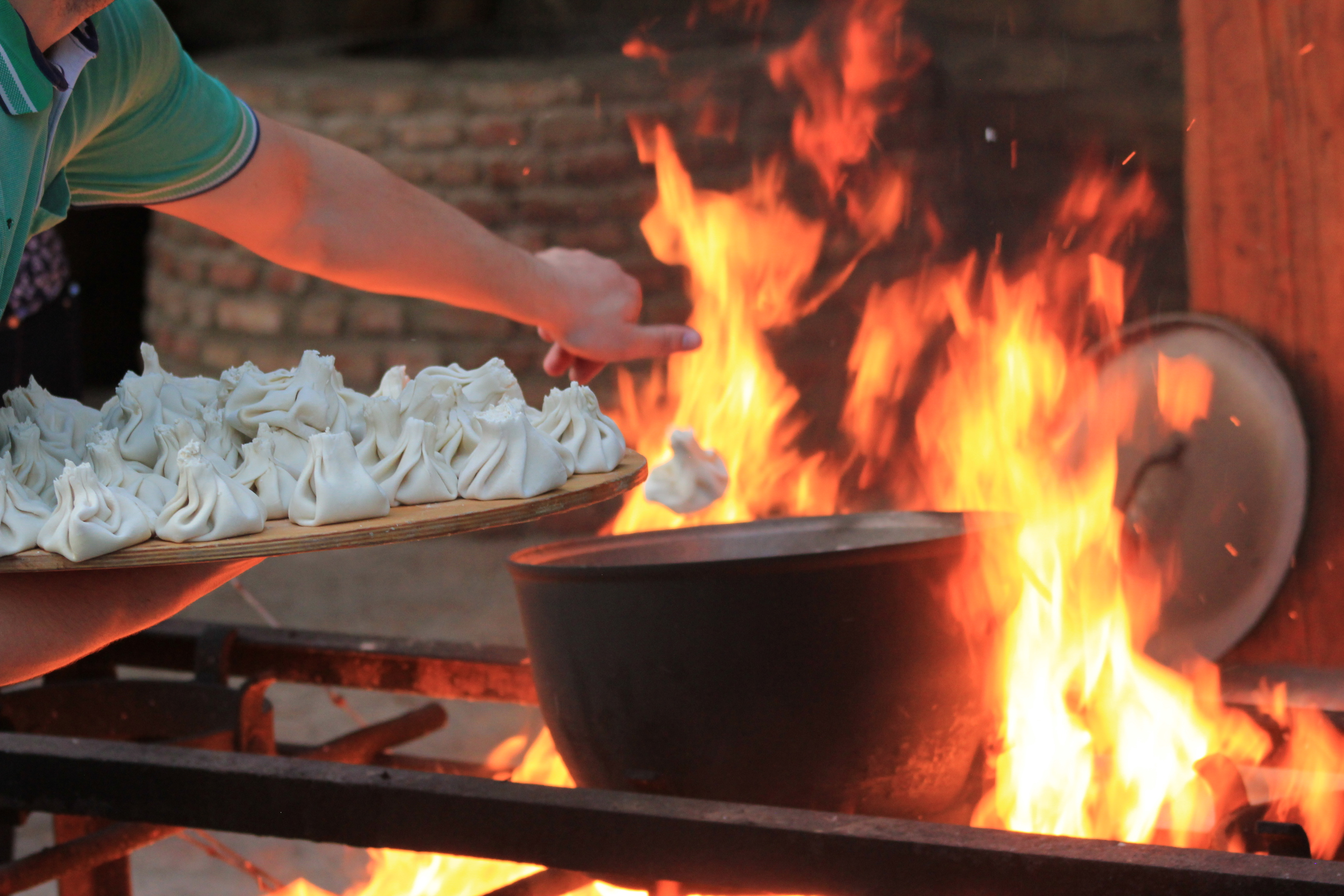
下锅煮制

卡里餃（又译“辛加利”）是格鲁吉亚式餃子，起源於格鲁吉亚山區，在高加索的不同地區其樣式略有差異。卡里餃的餡料因地區而有不同，大多是肉末加上洋蔥、辣椒、鹽和孜然。
與小籠包不同的是，卡里餃一般為水煮後食用，且食用時須手捏其頂部，咬破麵皮吸出湯汁後食用，但並不會吃掉頂部。